# Нові казки Шахерезади
«Нові казки Шахерезади» — другий радянський двосерійний фільм з циклу, знятого на кіностудії «Таджикфільм» та Сирійській кіностудії «Ганем-фільм» у 1986 році за мотивами казок «Тисяча й одна ніч».

## Сюжет
Другий фільм трилогії («І ще одна ніч Шахерезади…», «Нові казки Шахерезади», «Остання ніч Шахерезади»), знятої за мотивами знаменитого казкового циклу.

## У ролях
| Актор                 | Роль                             |
| --------------------- | -------------------------------- |
| Улугбек Музаффара     | Маруф-швець                      |
| Олена Тонунц          | Шахерезада                       |
| Тахір Сабіров         | каліф Шахріяр                    |
| Тамара Яндієва        | принцеса Есмегюль — дочка каліфа |
| Бурхон Раджабов       | купець Алі                       |
| Садідін Бакдуніс      | Абу Абдуразак — купець           |
| Геннадій Четвериков   | джин                             |
| Іван Гаврилюк         | візир Джаффар                    |
| Заріна Хушвахтова     | Фатіма — дружина Маруфа          |
| Убайдулло Омон        | Абу Табак — коханець Фатіми      |
| Ахмад Файзієв         | суддя                            |
| Хатам Нуров           | купець — начальник купців        |
| Шамсітдін Юллієв      | булочник                         |
| Сагді Табібуллаєв     | стражник                         |
| Аслан Рахматуллаєв    | Фаллах                           |
| Башар Аль-Каді        | цирульник                        |
| Мамдух Аль-Атраш      | подорожній                       |
| Мухаммед Хер Хельвані | рибалка                          |

## Знімальна група
- Режисер: Тахір Сабіров
- Сценаристи: Валерій Карен, Тахір Сабіров
- Оператор: Рустам Мухамеджанов
- Композитор: Геннадій Александров
- Художник: Леонід Шпонько